# Fabienne Keller
Fabienne Keller, född 20 oktober 1959 i Sélestat, Bas-Rhin, är en fransk politiker som sedan 2017 representerar Agir. Tidigare partier är Unionen för fransk demokrati (1991–2002), Union pour un Mouvement Populaire (2002–2015) och Republikanerna (2015–2018). Keller var borgmästare i Strasbourg mellan 2001 och 2008 samt Europaparlamentariker under en kortare period 2002 och sedan från 2 juli 2019.